# Регістр зсуву

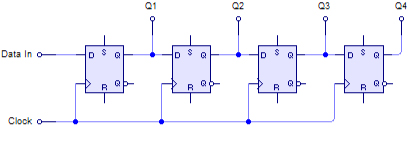
4-х розрядний регістр зсуву, перетворювач послідовного коду в паралельний

У цифровій електроніці, регістр зсуву послідовний каскад тригерів, що мають один і той самий тактовий сигнал, в якому вихід кожного тригера сполучений з входом даних наступного тригера у каскаді, утворюючи ланцюг який зсуває на одну позицію бітову мапу що в ньому зберігається, зсуваючи на вході дані і зсуваючи на виході останній біт в масиві, при кожній подачі тактового сигналу.
У більш загальному випадку, регістр зсуву може бути багаторозрядним, таким що його вхід даних і каскадні виходи самі по собі масиви біт: це реалізовано за допомогою декількох регістрів зсуву однієї довжини біт включених паралельно.
Регістри зсуву можуть мати паралельні і послідовні входи і виходи. Частіше за все використовуються конфігурації послідовний-вхід, паралельний-вихід (SIPO) або паралельний-вхід, послідовний-вихід (PISO). Існують також двонапрямлені регістри зсуву, що дозволяють здійснювати зсув в обидві сторони: зліва → направо або справа → наліво. Послідовний вхід і останній вихід регістра зсуву можуть бути з'єднані між собою і утворювати циклічний регістр зсуву.

## Застосування
Одним з найбільш поширених видів використання регістра зсуву це перетворення між послідовними і паралельними інтерфейсами.